# Xanthorhoe infantaria
Xanthorhoe infantaria är en fjärilsart som beskrevs av Achille Guenée 1868. Xanthorhoe infantaria ingår i släktet Xanthorhoe och familjen mätare. Inga underarter finns listade i Catalogue of Life.